# Pidonia quadrata
Pidonia quadrata är en skalbaggsart som beskrevs av Hopping 1931. Pidonia quadrata ingår i släktet Pidonia och familjen långhorningar. Inga underarter finns listade i Catalogue of Life.